# Chionoecetes
Chionoecetes és un gènere crustacis decàpodes de la família Oregoniidae, que viuen al nord de l'oceà Pacífic i a l'oceà Atlàntic. El nom del gènere Chionoecetes significa en grec "habitant de la neu".
Es pesquen tan al nord com és a l'oceà Àrtic, de Terranova a Groenlàndia i el nord de Noruega i al Mar de Bering i els Golf d'Alaska. Pel sud arriba a Califòrnia (Chionoecetes bairdi).

## Taxonomia
Se'n reconeixen 7 espècies:
- Chionoecetes angulatus Rathbun, 1893
- Chionoecetes bairdi Rathbun, 1893
- Chionoecetes elongatus Rathbun, 1925
- Chionoecetes japonicus Rathbun, 1932
- Chionoecetes opilio (Fabricius, 1788)
- Chionoecetes pacificus Sakai, 1978
- Chionoecetes tanneri Rathbun, 1893